# PASTA

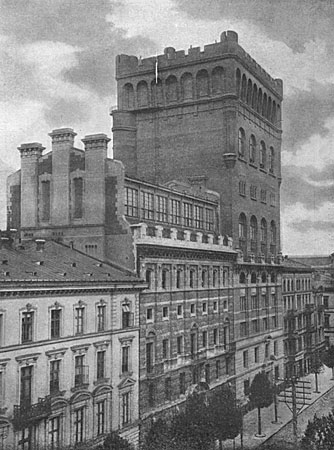
Budynek przy ul. Zielnej 37 (drugi z lewej) – siedziba Towarzystwa Akcyjnego Telefonów Cedergren, obok wyższy budynek przy ul. Zielnej 39

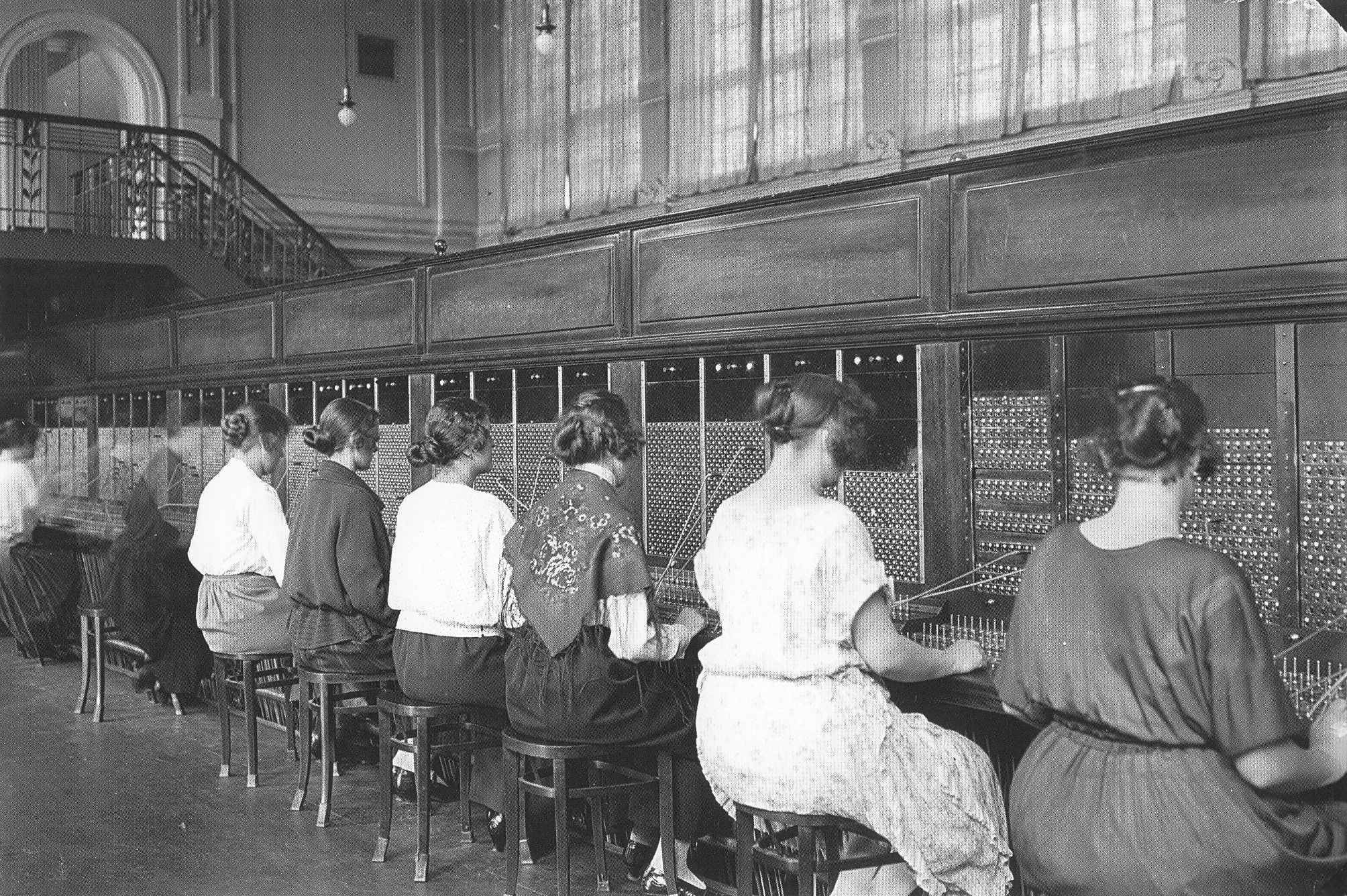
Telefonistki zatrudnione w PAST przy pracy w okresie międzywojennym

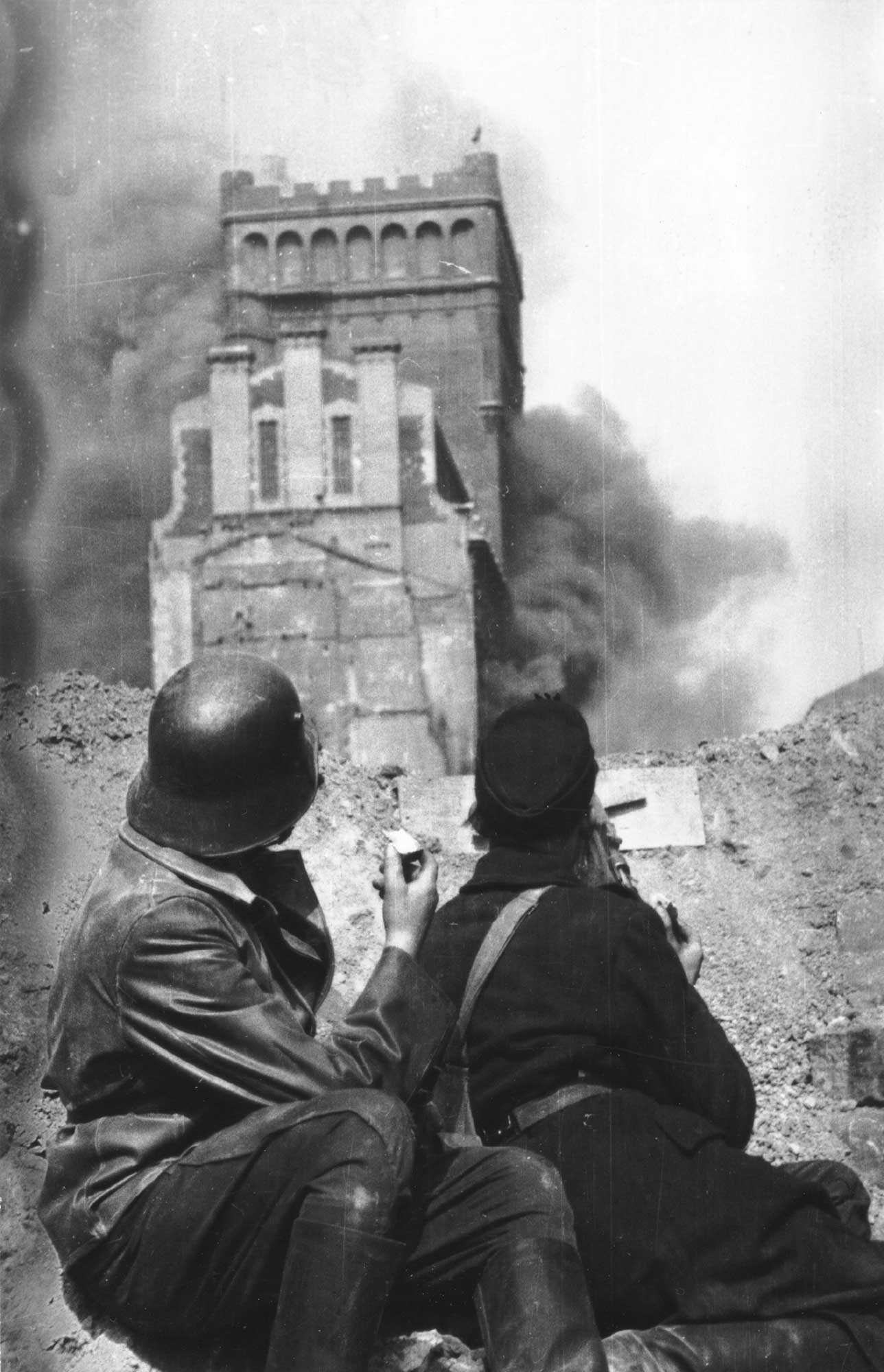
Powstańcy z batalionu „Kiliński” obserwujący płonący zespół PAST-y z barykady przy ul. Zielnej

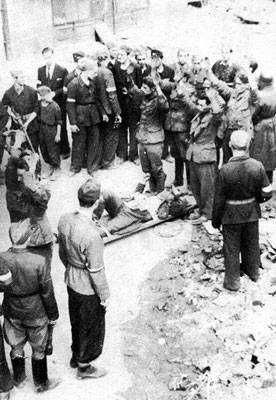
Powstańcy z grupą jeńców niemieckich – obrońców PAST-y

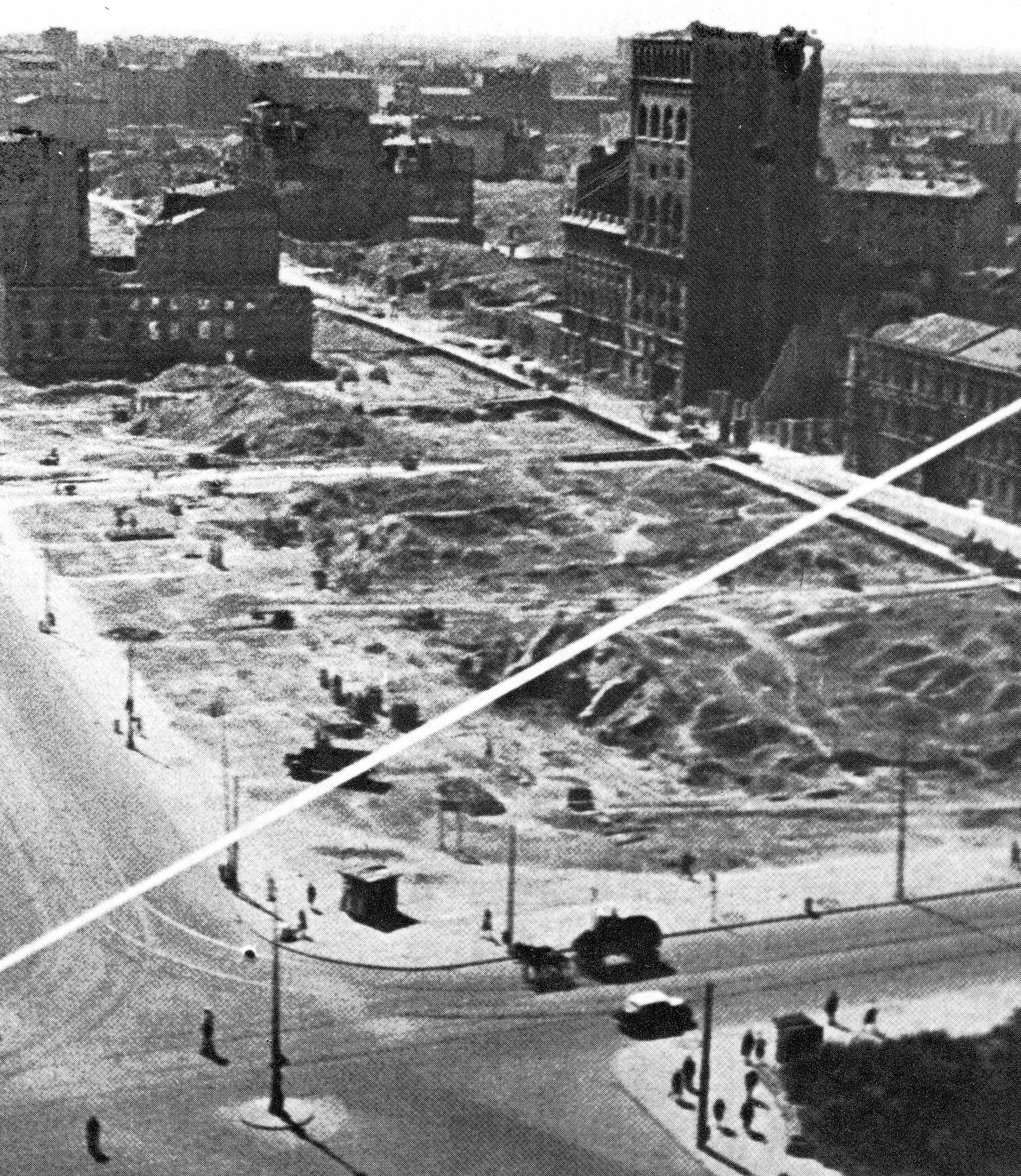
Uszkodzona PASTA i jej otoczenie w 1946 roku

PASTA, także PAST-a – zwyczajowa nazwa zespołu dwóch budynków, znajdujących się przy ulicy Zielnej 37 i 39 w Warszawie, wzniesionych w latach 1904–1910 przez Towarzystwo Akcyjne Telefonów Cedergren. Według niektórych źródeł jeden obiekt wzniesiony w dwóch fazach.
Nazwa pochodzi od pierwszych liter nazwy kolejnego właściciela nieruchomości, Polskiej Akcyjnej Spółki Telefonicznej (PAST).
Dla rozróżnienia obu budynków stosowane są określenia „mała PASTA” (nr 37) i „duża PASTA” (nr 39). PAST-ami bywają nazywane oba budynki lub tylko drugi z nich. PAST-ami nazywano także budynki mieszczące dzielnicowe centrale telefoniczne należące do spółki.

## Historia

### Pierwszy budynek
Po uzyskaniu w 1901 roku koncesji na rozbudowę i eksploatację sieci telefonicznej w Warszawie, szwedzkie Towarzystwo Akcyjne Telefonów Cedergren zbudowało w latach 1904–1905 przy ul. Zielnej 37 budynek centrali telefonicznej, zaprojektowany przez Izaaka Gustawa Clasona w stylu eklektycznym.

### Drugi budynek
Z powodu szybkiego rozwoju sieci telefonicznej w Warszawie, w latach 1908–1910 na sąsiedniej działce (nr 39) wzniesiono drugi budynek przeznaczeniem dla powiększonej centrali telefonicznej. Został zaprojektowany przez tego samego architekta przy współpracy Bronisława Brochwicza-Rogoyskiego, który odpowiadał za jego realizację w Warszawie. W Muzeum Architektury w Sztokholmie zachowały się różne warianty projektu budynku.
Zrealizowany budynek przypominał średniowieczną wieżę zamkową (modernistyczny nowy historyzm inspirowany średniowieczem). Jego wysokość od podstawy fundamentów do szczytu wynosiła 51,5 m. Miał osiem pięter. Był to pierwszy w Europie wysokościowiec wzorowany na amerykańskich drapaczach chmur szkoły chicagowskiej. Przy jego budowie po raz pierwszy w Warszawie wykorzystano cegłę cementową. Jedynym kamiennym elementem był zachowany neobarokowy dwukondygnacyjny portal z różowego piaskowca.
Centrala telefoniczna mieściła się na piątym piętrze gmachu. Były to dwie duże sale połączone galeryjką.
Przez około rok po ukończeniu był to najwyższy budynek w Europie (w 1911 roku oddano do użytku wyższy Royal Liver Building w Liverpoolu). Tytuł najwyższego budynku w Polsce nosił do roku 1934, kiedy to przewyższyły go katowicki Drapacz Chmur i stołeczny wieżowiec Prudential House.

### Polska Akcyjna Spółka Telefoniczna
W związku z wygaśnięciem w 1919 roku koncesji „Cedergrenu”, w 1922 roku nieruchomość została wniesiona przez szwedzkiego akcjonariusza do nowo utworzonej Polskiej Akcyjnej Spółki Telefonicznej (PAST).
W 1935 roku przeniesiono centralę międzymiastową z budynku przy ul. Zielnej 37 do nowego gmachu przy ul. Nowogrodzkiej 45.

### Lata 1939–1944
W październiku 1939 roku PASTA została zajęta przez Niemców. Znajdująca się w niej centrala telefoniczna zapewniała m.in. łączność telefoniczną między Generalnym Gubernatorstwem i Berlinem, a od lipca 1941 stanowiła jeden z węzłów łączności na zapleczu frontu wschodniego. Od 1943 roku Niemcy zaczęli zabezpieczać obiekt na wypadek działań dywersyjnych, m.in. od strony ul. Zielnej powstały betonowe bunkry, w podziemiach urządzono schron i okratowano okna wysokiego parteru.
5 czerwca 1944 pod budynkiem doszło do potyczki grupy żołnierzy z batalionu im. Czwartaków Armii Ludowej, którzy mieli dokonać ekspropriacji w oddziale banku „Społem”, z grupą żołnierzy i żandarmów niemieckich. Pomimo gwałtownej strzelaniny żadna ze stron nie poniosła strat w ludziach (jeden z „czwartaków” został ranny).
Zespół PAST-y był miejscem zaciętych walk podczas powstania warszawskiego. Obiektu broniła silnie uzbrojona (działko przeciwpancerne, karabiny maszynowe oraz duży zapas amunicji) niemiecka załoga licząca ponad 150 osób. Niemcy mogli ostrzeliwać powstańców i ludność cywilną poprzez wybite na różnych kondygnacjach we wszystkich kierunkach otwory strzelnicze.
1 sierpnia 1944 roku powstańcy z 6 kompanii „Wawer” batalionu „Kiliński” podjęli pierwszą nieudaną próbę zdobycia „PAST-y”. Ataki ponawiano 3, 4, 5 i 6 sierpnia. Wszystkie zakończyły się niepowodzeniem przy dużych stratach własnych. Do 13 sierpnia, tj. dnia zdobycia budynku szkoły przy ulicy Królewskiej 16, zabarykadowana załoga PAST-y otrzymywała żywność, broń i amunicję oraz ewakuowała rannych czołgami z pobliskiego Ogrodu Saskiego. 15 sierpnia do PAST-y przerwano dopływ prądu elektrycznego i wody, a 19 sierpnia 1944 roku odcięto łączność telefoniczną.
Decydujący, zakończony sukcesem szturm na PAST-ę powstańcy przypuścili w nocy z 19 na 20 sierpnia. Zespoły szturmowe dziewięciu kompanii batalionu „Kiliński” pod dowództwem Henryka Leliwy-Roycewicza, pluton z kompanii „Koszta”, oddziały saperskie Okręgu Warszawa Armii Krajowej i kobieca drużyna minerska Zofii Franio (łącznie ok. 250 żołnierzy) zaatakowały o 2.30 w nocy z trzech stron jednocześnie. Polacy napotkali silny opór, a próba wdarcia się do środka po wysadzeniu ścian zakończyła się niepowodzeniem. O sukcesie przesądziło wlanie do wnętrza PAST-y przy użyciu motorowej pompy strażackiej tysięcy litrów mieszanki ropy i benzyny, a następnie jej podpalenie. Około godz. 10.00 niemiecka załoga w obawie przed spaleniem rozpoczęła ewakuację, jednak Niemcy usiłujący przedostać się w kierunku Ogrodu Saskiego i ulicy Bagno zostali zastrzeleni, a jeden wzięty do niewoli. Większość obrońców schroniła się w piwnicach, do których przez wyłom w murze wdarł się jeden z plutonów szturmowych. Po wezwaniach zaczęli opuszczać piwnice w grupach po 10–12, część z nich próbowała jednak jeszcze stawiać opór i powstańcy użyli ręcznych miotaczy ognia. Po desperackiej obronie ostatni Niemcy opuścili PAST-ę po południu 20 sierpnia 1944 roku.
Był to jeden z największych sukcesów militarnych Polaków w czasie powstania. W walkach od 1 do 19 sierpnia zginęło 25–35 Niemców, a 115 (oraz 6 rannych) wzięto do niewoli. Po stronie polskiej, według różnych źródeł, poległo od 6 do ok. 20 ludzi, w większości z batalionu „Kiliński”, a wielu odniosło rany. Zdobyto dużo broni i amunicji (m.in. ckm i kilka rkm). Esesmani z załogi PAST-y zostali oddzieleni od reszty jeńców i rozstrzelani. Nad płonącym jeszcze wyższym budynku zespołu wywieszono polską flagę, co sprowokowało silny niemiecki ostrzał artyleryjski od strony Ogrodu Saskiego. Następnego dnia, 21 sierpnia, zdjęcia filmowe ze zdobycia PAST-y stanowiły główny materiał kroniki filmowej wyświetlonej w kinie „Palladium”. Doświadczenia z walk o PAST-ę wykorzystano 23 sierpnia 1944 roku podczas szturmu na gmach Komendy Policji przy ul. Krakowskie Przedmieście 1.
PASTA została bardzo poważnie uszkodzona, a zniszczenia z okresu walk zwiększył jeszcze ostrzał niemiecki w kolejnych dniach. Całkowicie zniszczona została znajdująca się w niej główna automatyczna centrala telefoniczna.
PASTA pozostała w rękach Polaków do dnia kapitulacji powstania, co m.in. umożliwiło nadzorowanie pozycji niemieckich w rejonie ulicy Królewskiej.

### Po 1945
W 1948 roku majątek PAST przeszedł na własność państwa.
Po zakończeniu wojny istniały różne plany co do wykorzystania uszkodzonych budynków PAST-y. W 1949 roku wykonano prace zabezpieczające wyższego budynku (nr 39) w celu ponownego umieszczenia tam centrali telefonicznej (uzupełniono ubytki w elewacji i stropach oraz zainstalowano żelbetowe schody). Ministerstwo Poczt i Telegrafów odstąpiło jednak od tego planu.
Z kolei w jednej z koncepcji poszerzenia ulicy Marszałkowskiej ujęto wyższy budynek PAST-y jako wieżę ratuszową z zegarem, znajdującą się pośrodku wielkiego placu. Planowano w końcu rozebranie zrujnowanego budynku, jednak w 1954 roku podjęto decyzję o jego odbudowie.
Niższy budynek nr 37, który również silnie ucierpiał w czasie walk w 1944 roku, został odbudowany w 1949 roku. Odbudowa nie objęła jednak górnej kondygnacji, gdzie znajdowała się centrala telefoniczna. Nie wyremontowano także fasady z licznymi przestrzelinami.
Budynek nr 39 został odbudowany na przełomie lat 50. i 60. i przeznaczony na cele biurowe. Zbudowano nowy, oszklony szyb klatki schodowej i dodatkową, zwężoną, oszkloną kondygancję. Elewacje otynkowano; nie przywrócono również charakterystycznego blankowania. Wewnątrz zlikwidowano wysokie piętra, dzieląc budynek na 14 niższych kondygnacji.
W 1965 roku PASTA została wpisana do rejestru zabytków (nr rej. 757 z 1.07.1965). Od 2012 znajduje się także w wykazie zabytków ujętych w gminnej ewidencji m.st. Warszawy (ID: SRO10844 – Zielna 39 i SRO11562 – Zielna 37).
W latach 80. w budynku nr 39 mieściło się szereg instytucji związanych z Instytutem Fizyki Polskiej Akademii Nauk i Ministerstwem Przemysłu Chemicznego. W 2000 został on przekazany środowiskom kombatanckim − Fundacji Polskiego Państwa Podziemnegoi. W 2003 roku na dachu budynku ustawiono Znak Polski Walczącej (kotwicę).
W 2023 roku spółka Ericsson, która odzyskała budynek nr 37, wyremontowała go i dobudowała nieodtworzoną w 1949 roku najwyższą kondygnację. Wszedł on, wraz z nowo wybudowanymi biurowcami pod adresami Zielna 37a i Zielna 37b, w skład kompleksu biurowego Centrum Zielna.

## Tablice na budynku przy ul. Zielnej 39
- Tablica upamiętniającą zdobycie PAST-y przez powstańców 20 sierpnia 1944 roku, odsłonięta w 1978 roku[37].
- Tablica upamiętniająca Henryka Leliwę-Roycewicza, odsłonięta w 2016 roku[38].

Na budynku znajdowała się również, odsłonięta w 1958 roku, tablica upamiętniająca potyczkę żołnierzy z batalionu im. Czwartaków Armii Ludowej na ulicy Zielnej w czerwcu 1944 roku, jednak została usunięta.

## Inne informacje
W 2011 roku podniesiono pomysł zmiany nazwy stacji metra Świętokrzyska na wskazującą na lokalizację w pobliżu historycznego wysokościowca – Świętokrzyska PASTa.